# Cambron-Casteau
Cambron-Casteau (in piccardo Cambron Castiau, in vallone Cambron-Tchestea), è una sezione del comune belga di Brugelette, situato nella provincia dell'Hainaut, nella regione della Vallonia.
Dal al punto di vista amministrativo, si tratta di un ex-comune, dal 1977 accorpato alla municipalità di Brugelette.

## Etimologia
L'origine del nome "Cambrau" viene dal celtico "cambrone" quindi dal gallico "cambro" che vuol dire "curvo". Nel 1136 è menzionato a Fontaine-les-Vervins, Aisne, un primo piccolo villaggio di nome Cameron e poi Cambron, il cui nome deriva dal latino "camera" che significa "volta" (la stessa origine è attribuita al nome della città di Cambrai). Gli architetti romani chiamavano "camera" il soffitto di una stanza, e sono stati ritrovi, nel XIX secolo, a Cambron, i resti di una villa romana le cui camere possedevano probabilmente un soffitto a volta.
Quella di "Casteau" invece deriva chiaramente da "castellum" ossia "luogo fortificato".

## Storia
A partire dal XII secolo Cambron-Casteau fu sede di una abbazia cistercense la cui influenza era in rapida espansione al di là della provincia dell'Hainaut. Molti resti testimoniano questo passato: la torre dell'abbazia risalente al XVIII secolo, la cripta, quattro tombe situate in una parete della navata, il dongione che una leggenda popolare attribuisce ai vichinghi ed un castello, costruito nel XIX secolo, che si trova, come gli altri edifici, nel cuore del parco Pairi Daiza. Vi è poi a Bermeries un casolare del XVIII secolo, fattoria che dipendeva dalla Abbazia di Cambron. Il suo granaio, in mattoni, veniva utilizzato per contenere i beni prelevati dal clero come ad esempio una banderuola che mostra un monaco nell'atto di spingere il vomere.
Si parlava da tempo della fondazione un monastero dipendente da quello di Clairvaux nelle terre di Anselmo di Trazegnies; ma il conte di Hainaut e il vescovo di Cambrai si opposero e appoggiarono la causa di Gilles de Trazegnies, che sosteneva di avere pieno diritto su quelle terre. Il progetto del monastero non fu però abbandonato e i lavori per l'abbazia cominciarono nel 1148.

## Luoghi di interesse

### Pairi Daiza
Parco zoologico della città, ospita l'antica abbazia, il castello e un birrificio che produce quattro tipi diversi di birra:
- Abbaye de Cambron Blonde (5,5 % d'alcool).
- Abbaye de Cambron Brune (7,5 % d'alcool).
- Abbaye de Cambron Blanche
- Abbaye de Cambron Cerise

#### Abbazia di Cambron
Antica abbazia fondata nel 1148 da San Bernardo (1090-1153).

#### Castello di Cambron
Maniero costruito nel 1852 per volere del generale Edouard Duval di Beaulieu di Blaregnies (1789-1873).

## Galleria d'immagini

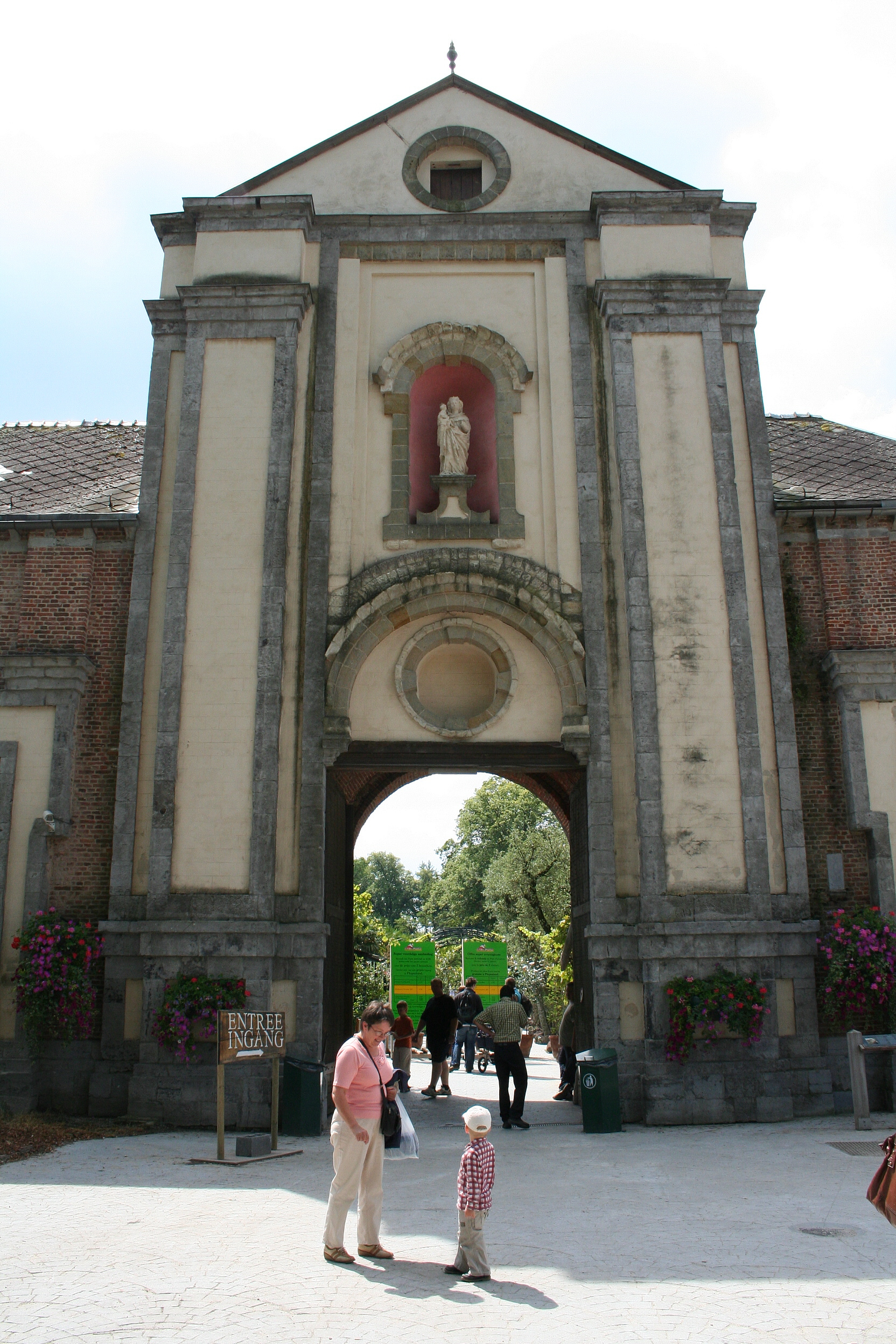
Portale d'entrata dell'antica abbazia
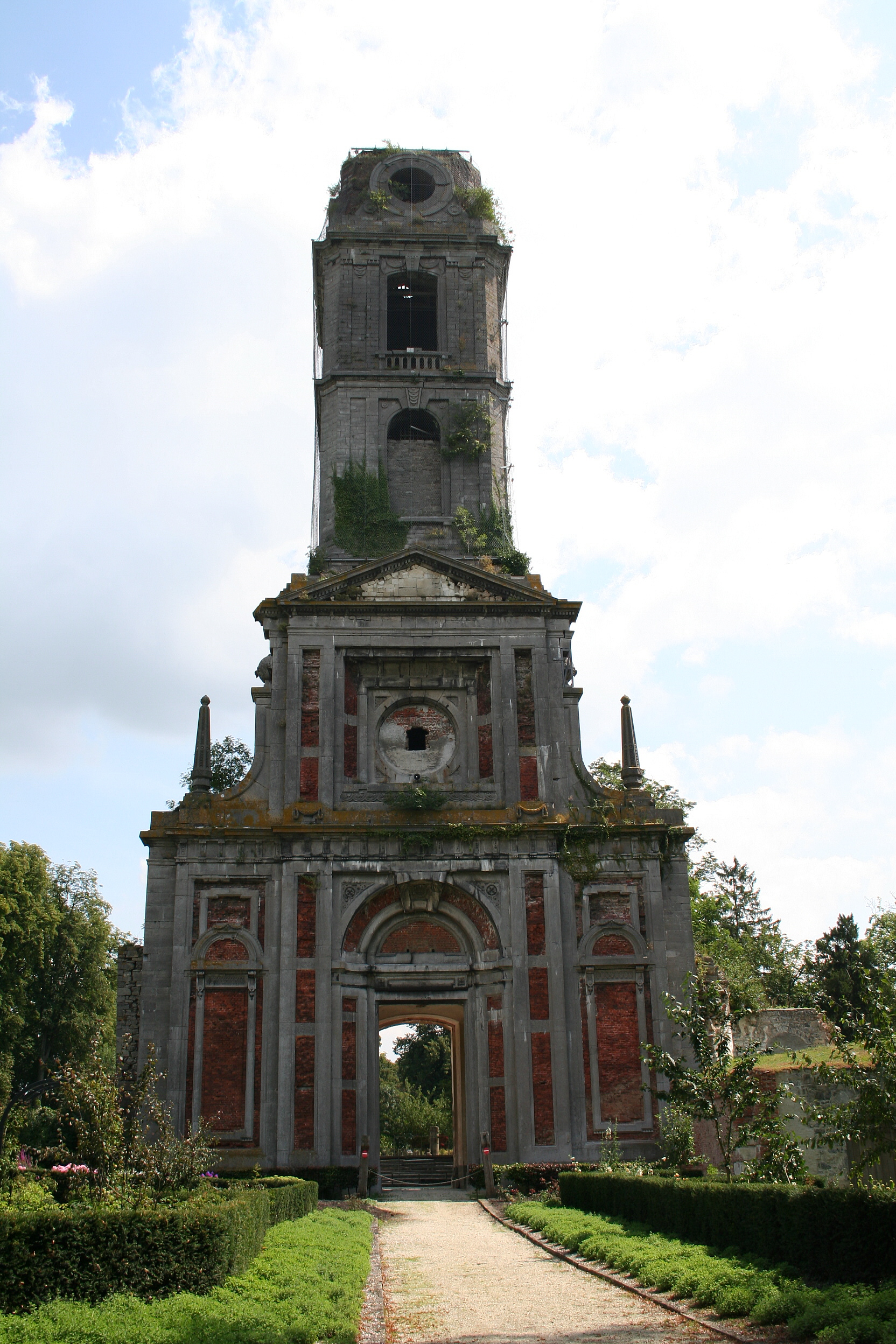
Torre dell'antica chiesa abbaziale (1774)
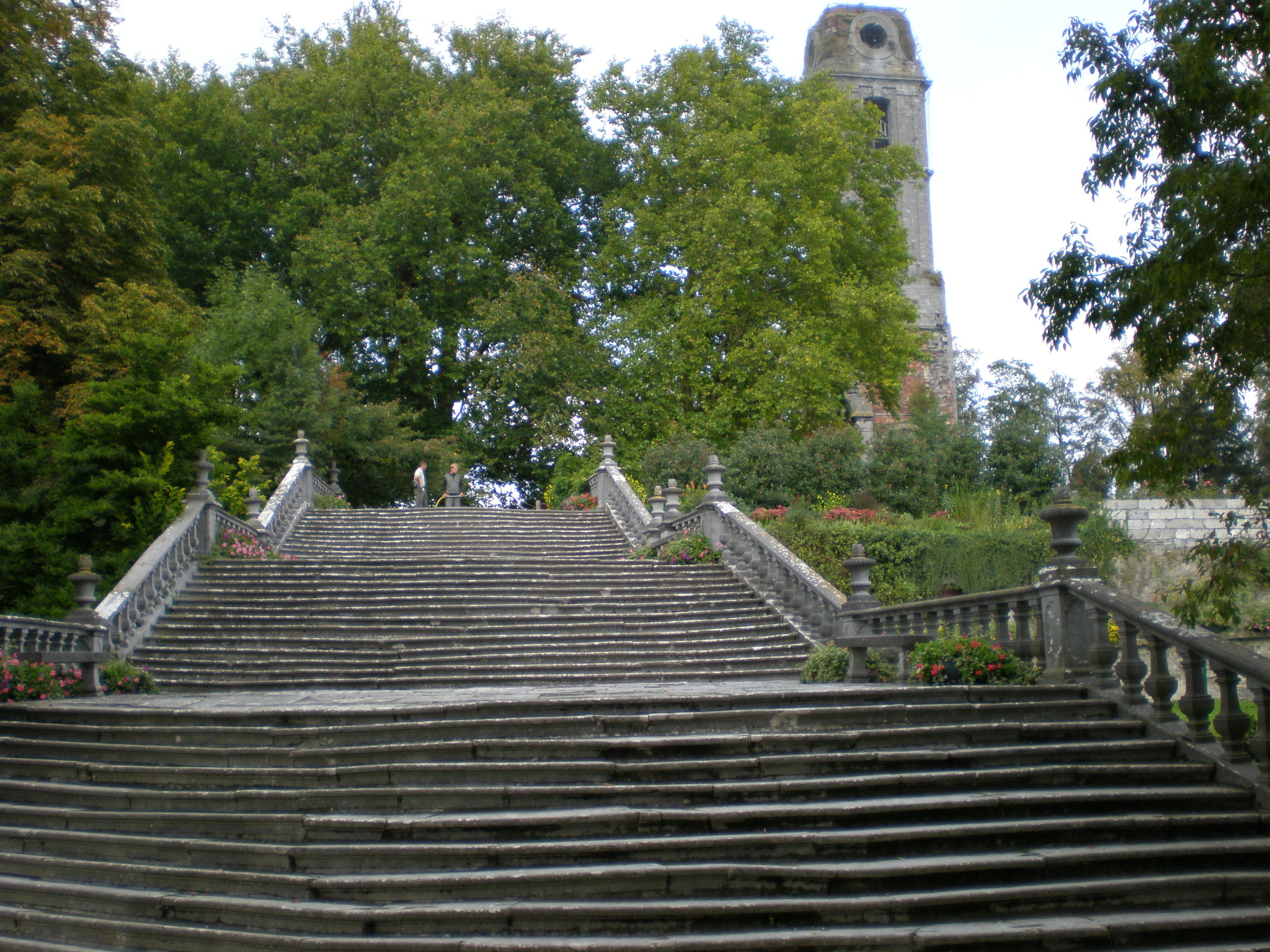
Scalinata monumentale
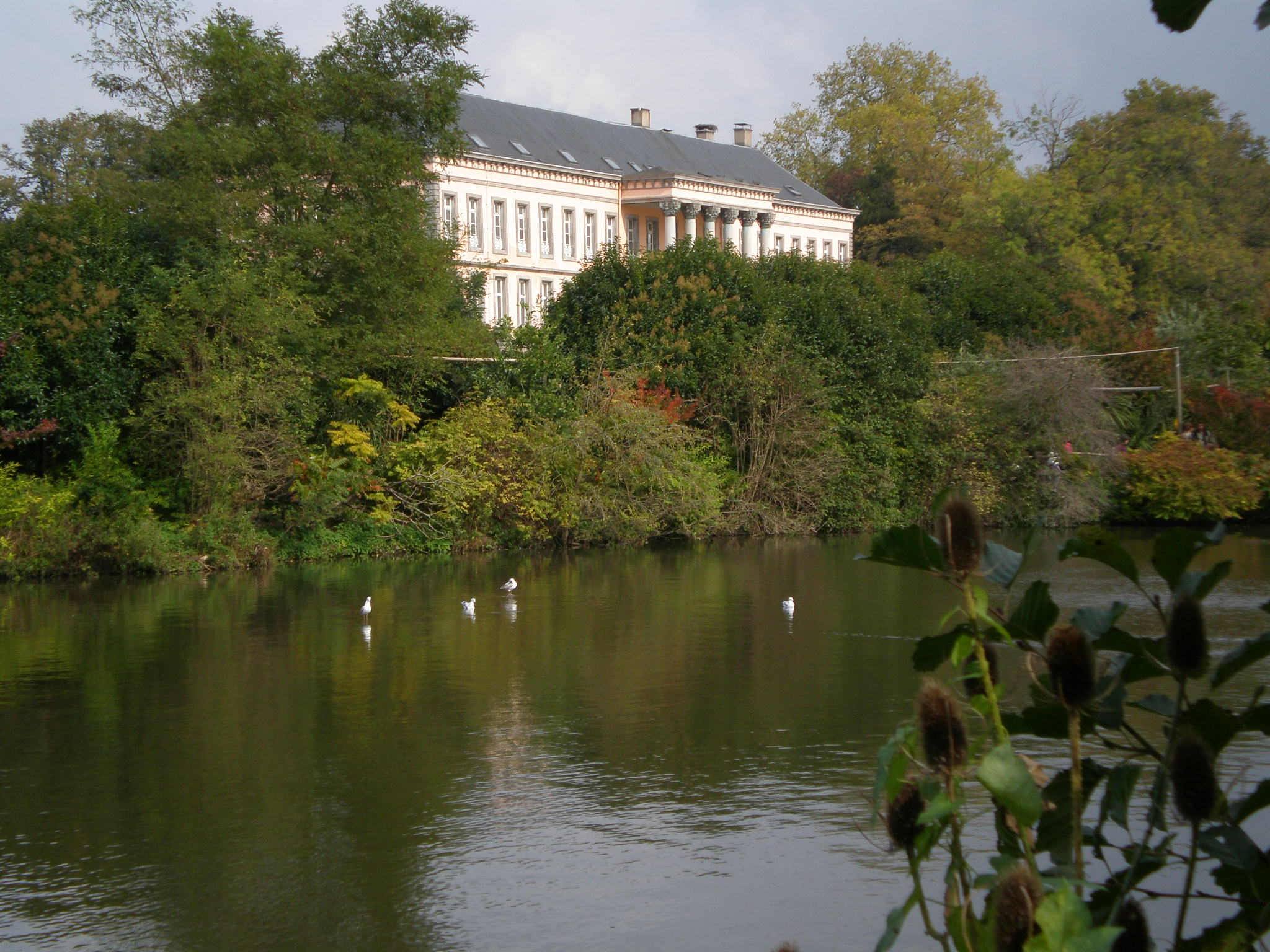
Il castello
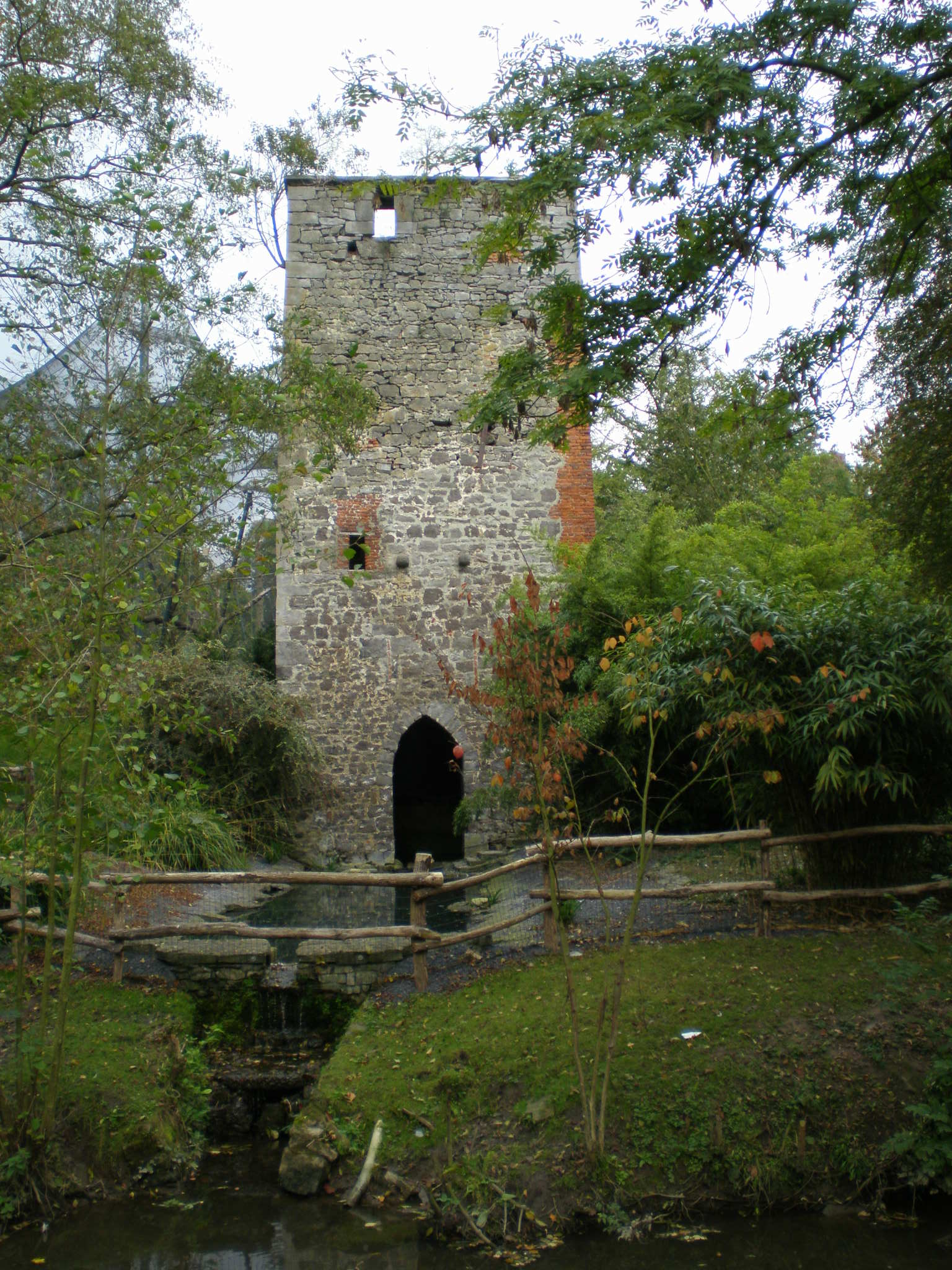
La torre romana
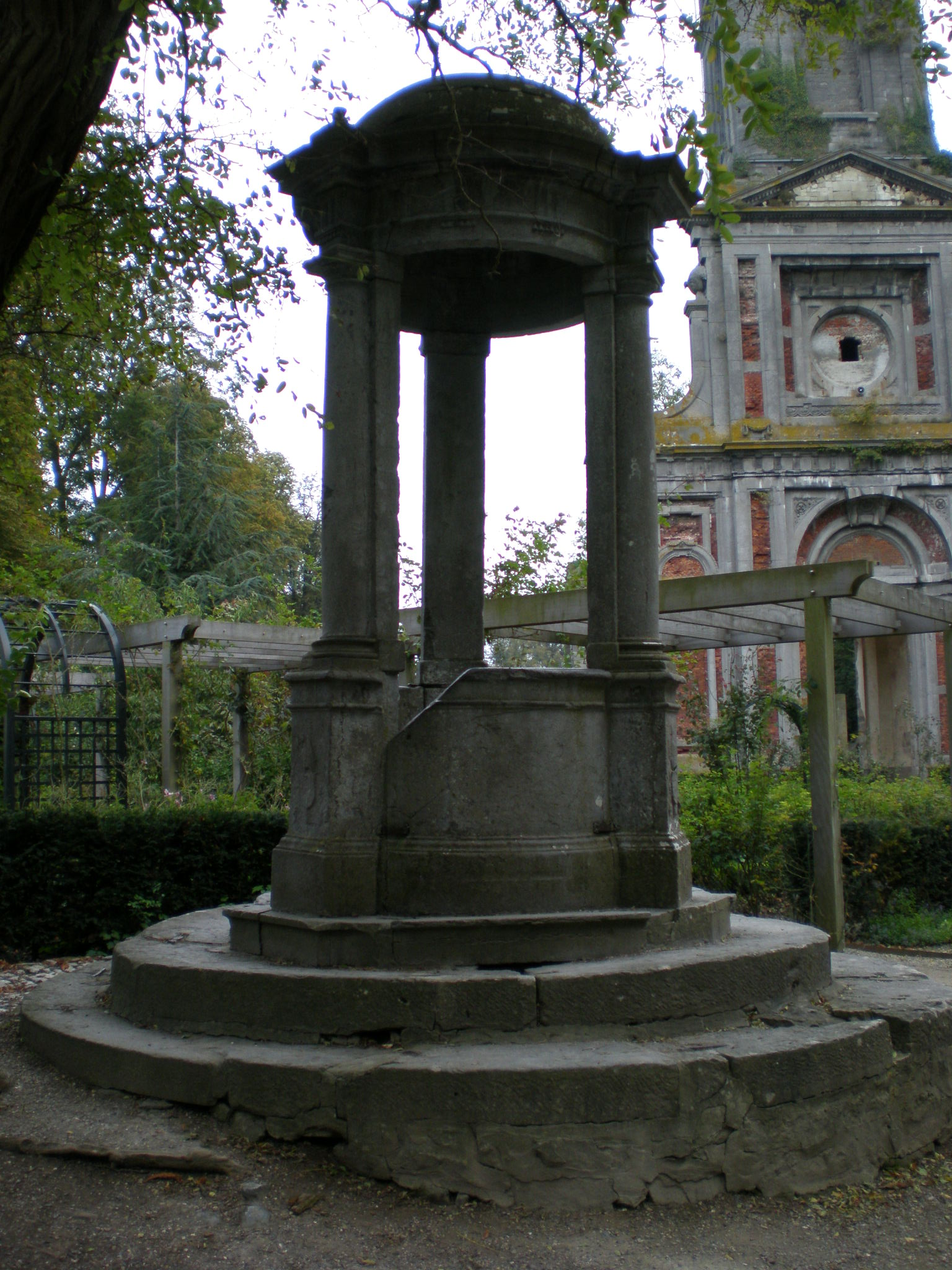
Il pozzo
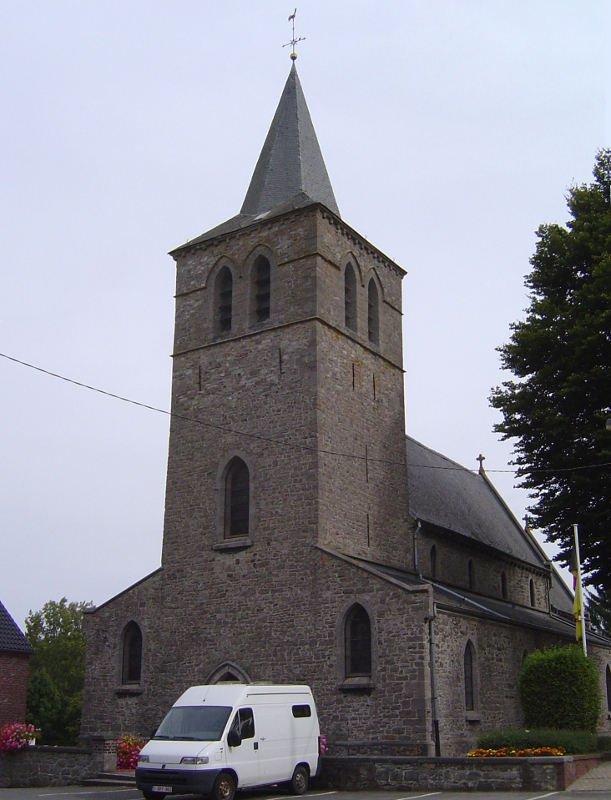
Chiesa di Saint-Vincent